# بهاردوست کوچک
بهاردوست کوچک، (نام علمی: Erophila minima)  نام یک گونه (زیست‌شناسی) از سرده بهاردوست است.